# Las Minas, Oaxaca
Las Minas är en ort i Mexiko.   Den ligger i kommunen Mazatlán Villa de Flores och delstaten Oaxaca, i den sydöstra delen av landet, 280 km sydost om huvudstaden Mexico City. Las Minas ligger 1 869 meter över havet och antalet invånare är 221.
Terrängen runt Las Minas är bergig åt nordost, men åt sydväst är den kuperad. Las Minas ligger uppe på en höjd. Runt Las Minas är det ganska glesbefolkat, med 43 invånare per kvadratkilometer. Närmaste större samhälle är San Juan Coyula, 9,4 km sydost om Las Minas. I omgivningarna runt Las Minas växer huvudsakligen savannskog.